# Betar Illit
Pour les articles homonymes, voir Betar (homonymie).
Betar Illit (en hébreu : בֵּיתָר עִלִּית) est une colonie israélienne considérée comme illégale par la communauté internationale, située en Cisjordanie, territoire palestinien occupé. Elle a été fondée en 1985, construite en partie sur des terres palestiniennes confisquées du village de Wadi Fukin (ou Foquin),. Elle se trouve à 5 kilomètres à l'ouest de la ville palestinienne de Bethléem à 10 km au sud-ouest de Jérusalem, à 0,4 kilomètre à l'est de la ligne verte mais à l'ouest de la barrière de séparation.
La population de la colonie, en majorité juive ultra-orthodoxe, s'élevait fin 2020 à 61 100 habitants (64 016 habitants en 2022). Betar Illit est la deuxième plus grande colonie israélienne en Cisjordanie après Modiin Illit. Elle a le statut de ville dans le cadre administratif israélien depuis 2001.

## Histoire
La colonie est située en face du site de l'ancienne forteresse de Betar. Elle a été fondée en 1985 sur des terres expropriées pour 15 % à d'anciens propriétaires privés qui vécurent dans ces lieux pendant près de 20 ans.
Betar Illit est la première ville pour haredim créée en tant que telle. Elle est conçue comme une cité de banlieue de Jérusalem pour fournir rapidement des logements à la population juive ultra-orthodoxe implantée en Cisjordanie et pour attirer des haredim issus d'autres villes religieuses plus anciennes telles que Bnei Brak ou certains quartiers de Jérusalem.
Les flots d'eaux usées de la colonie de Betar Illit contaminent les terres agricoles du village palestinien voisin de Wadi Fukin, selon des sources de 2006, 2012, 2013 et 2016.
Le 1er janvier 2009, pendant l'opération Plomb durci contre la bande de Gaza, le commandant militaire de la région a émis un ordre de construire une route reliant Betar Illit à la colonie de Gva'ot, 2,2 km au sud.

## Population
La colonie s'est construite très rapidement pour permettre l'installation de citoyens israéliens et possédait une population de 61 100 habitants en 2020 dont les deux tiers sont des enfants. La ville possède 32 écoles et de nombreuses yeshivot.
Lors des élections législatives de 2022, 90 % des habitants ont voté pour des partis ultraorthodoxes (59 % pour Judaïsme unifié de la Torah et 31 % pour Shas).

## Situation juridique
La communauté internationale dans son ensemble considère Betar Illit comme toutes les colonies israéliennes de Cisjordanie illégales au regard du droit international mais le gouvernement israélien conteste ce point de vue.

## Économie
Betar Illit possède une grande usine de textile, plusieurs commerces se sont ouverts. D'année en année le nombre de magasins et de petits centres commerciaux ne fait qu'augmenter, néanmoins la plupart des habitants travaillent à Jérusalem ou dans les nombreuses structures éducatives locales. Une grande partie des foyers de Beitar Illit ont un ou plusieurs membres de leur famille qui étudient la Torah à plein temps dans un des nombreux kollel (structure d'étude talmudique et halahique permettant aux hommes mariés d'étudier la Torah).